# 2014年夏季青年奧林匹克運動會游泳比賽
2014年夏季青年奧林匹克運動會游泳比賽於2014年8月17日至22日在中國南京奧林匹克體育中心舉行。

## 參賽資格
運動員必須是於1996年1月1日至1999年12月31日出生才有參加青年奧運的資格。

## 奖牌榜
| 排名 | 国家／地区              | 金牌 | 银牌 | 铜牌 | 總數 |
| ---- | ----------------------- | ---- | ---- | ---- | ---- |
| 1    | 中国（CHN）             | 10   | 5    | 2    | 17   |
| 2    | 俄罗斯（RUS）           | 6    | 4    | 3    | 13   |
| 3    | 匈牙利（HUN）           | 4    | 1    | 3    | 8    |
| 4    | 意大利（ITA）           | 4    | 1    | 2    | 7    |
| 5    | 美国（USA）             | 3    | 0    | 1    | 4    |
| 6    | 乌克兰（UKR）           | 2    | 1    | 1    | 4    |
| 7    | 立陶宛（LTU）           | 2    | 1    | 0    | 3    |
| 8    | 英国（GBR）             | 1    | 3    | 1    | 5    |
| 9    | 巴西（BRA）             | 1    | 2    | 0    | 3    |
| 10   | 荷兰（NED）             | 1    | 1    | 1    | 3    |
| 11   | 克罗地亚（CRO）         | 1    | 0    | 0    | 1    |
| 11   | 埃及（EGY）             | 1    | 0    | 0    | 1    |
| 11   | 日本（JPN）             | 1    | 0    | 0    | 1    |
| 11   | 越南（VIE）             | 1    | 0    | 0    | 1    |
| 15   | 德国（GER）             | 0    | 3    | 4    | 7    |
| 16   | 委内瑞拉（VEN）         | 0    | 2    | 1    | 3    |
| 17   | 中国香港（HKG）         | 0    | 2    | 0    | 2    |
| 18   | （AUS）                 | 0    | 1    | 9    | 10   |
| 19   | 西班牙（ESP）           | 0    | 1    | 1    | 2    |
| 19   | 特立尼达和多巴哥（TTO） | 0    | 1    | 1    | 2    |
| 21   | 萨尔瓦多（ESA）         | 0    | 1    | 0    | 1    |
| 21   | 希腊（GRE）             | 0    | 1    | 0    | 1    |
| 21   | 韩国（KOR）             | 0    | 1    | 0    | 1    |
| 21   | 瑞士（SUI）             | 0    | 1    | 0    | 1    |
| 21   | 泰国（THA）             | 0    | 1    | 0    | 1    |
| 26   | 新西兰（NZL）           | 0    | 0    | 2    | 2    |
| 26   | 挪威（NOR）             | 0    | 0    | 2    | 2    |
| 28   | 巴哈马（BAH）           | 0    | 0    | 1    | 1    |
| 28   | 斯洛文尼亚（SLO）       | 0    | 0    | 1    | 1    |
| 总计 | 总计                    | 38   | 34   | 36   | 108  |

## 獎牌得主

### 男子
| 届数                         | 金牌                                                                                  | 金牌    | 银牌                                                                                    | 银牌    | 铜牌                                                                                  | 铜牌    |
| 50公尺自由式 （詳細）        | 余賀新 · 中国（CHN）                                                                  | 22.00   | 馬特烏斯·桑塔納 · 巴西（BRA）                                                           | 22.43   | 迪倫·卡特 · 特立尼达和多巴哥（TTO）                                                   | 22.53   |
| 100公尺自由式 （詳細）       | 馬特烏斯·桑塔納 · 巴西（BRA）                                                         | 48.25   | 余賀新 · 中国（CHN）                                                                    | 49.06   | 達米安·維爾林 · 德国（GER）                                                           | 49.07   |
| 200公尺自由式 （詳細）       | 尼科蘭傑洛·迪法比奧 · 意大利（ITA）                                                   | 1:48.45 | 凱爾·斯托爾克 · 荷兰（NED）                                                             | 1:48.59 | 達米安·維爾林 · 德国（GER）                                                           | 1:48.91 |
| 400公尺自由式 （詳細）       | 米哈伊洛·罗曼丘克 · 乌克兰（UKR）                                                     | 3:49.76 | 马塞洛·阿科斯塔 · 萨尔瓦多（ESA）                                                       | 3:51.32 | 亨裡克·克裡斯蒂安森 · 挪威（NOR）                                                     | 3:51.55 |
| 800公尺自由式 （詳細）       | 阿卡拉姆·穆罕默德 · 埃及（EGY）                                                       | 7:54.29 | 米哈伊洛·罗曼丘克 · 乌克兰（UKR）                                                       | 7:56.34 | 亨裡克·克裡斯蒂安森 · 挪威（NOR）                                                     | 7:57.07 |
|                              |                                                                                       |         |                                                                                         |         |                                                                                       |         |
| 50公尺仰式 （詳細）          | 葉夫根尼·雷洛夫 · 俄罗斯（RUS）                                                       | 25.09   | 阿波斯托洛斯·赫里斯图 · 希腊（GRE）                                                     | 25.44   | 西莫內·薩比奧尼 · 意大利（ITA）                                                       | 25.47   |
| 100公尺仰式 （詳細）         | 葉夫根尼·雷洛夫 · 俄罗斯（RUS） · 西莫內·薩比奧尼 · 意大利（ITA）                     | 54.24   | 未颁发                                                                                  | 未颁发  | 李廣源 · 中国（CHN）                                                                  | 54.56   |
| 200公尺仰式 （詳細）         | 李廣源 · 中国（CHN）                                                                  | 1:56.94 | 葉夫根尼·雷洛夫 · 俄罗斯（RUS）                                                         | 1:57.08 | 卢克·格林班克 · 英国（GBR）                                                           | 1:59.03 |
|                              |                                                                                       |         |                                                                                         |         |                                                                                       |         |
| 50公尺蛙式 （詳細）          | 尼古拉·奥布罗瓦茨 · 克罗地亚（CRO）                                                   | 27.83   | 卡洛斯·爱德华多·克拉韦列 · 委内瑞拉（VEN）                                              | 27.94   | 安東·丘普科夫 · 俄罗斯（RUS）                                                         | 28.43   |
| 100公尺蛙式 （詳細）         | 安東·丘普科夫 · 俄罗斯（RUS）                                                         | 1:01.29 | 馬克西米利安·皮爾格 · 德国（GER）                                                       | 1:01.51 | 卡洛斯·爱德华多·克拉韦列 · 委内瑞拉（VEN）                                            | 1:01.56 |
| 200公尺蛙式 （詳細）         | 渡邊一平 · 日本（JPN）                                                                | 2:11.31 | 卡洛斯·爱德华多·克拉韦列 · 委内瑞拉（VEN）                                              | 2:11.74 | 安東·丘普科夫 · 俄罗斯（RUS）                                                         | 2:11.87 |
|                              |                                                                                       |         |                                                                                         |         |                                                                                       |         |
| 50公尺蝶式 （詳細）          | 余賀新 · 中国（CHN）                                                                  | 23.69   | 迪伦·卡特 · 特立尼达和多巴哥（TTO）                                                     | 23.81   | 马泰斯·古森 · 荷兰（NED）                                                             | 24.13   |
| 100公尺蝶式 （詳細）         | 李朱濠 · 中国（CHN）                                                                  | 52.94   | 亞歷山大·薩多夫尼科夫 · 俄罗斯（RUS）                                                   | 52.97   | 尼古拉斯·布朗 · （AUS）                                                               | 53.18   |
| 200公尺蝶式 （詳細）         | 肯代赖希·陶马什 · 匈牙利（HUN）                                                       | 1:55.95 | 格拉茨·本亚明 · 匈牙利（HUN）                                                           | 1:57.71 | 贾科莫·卡里尼 · 意大利（ITA）                                                         | 1:58.14 |
|                              |                                                                                       |         |                                                                                         |         |                                                                                       |         |
| 200公尺個人混合式 （詳細）   | 格拉茨·本亞明 · 匈牙利（HUN）                                                         | 2:01.08 | 波維拉斯·斯特拉茲達斯 · 立陶宛（LTU）                                                   | 2:02.32 | 紹博·諾貝特 · 匈牙利（HUN）                                                           | 2:02.47 |
|                              |                                                                                       |         |                                                                                         |         |                                                                                       |         |
| 4×100公尺自由式接力 （詳細） | 英国（GBR） · 盧克·格林班克 · 邁爾斯·芒羅 · 鄧肯·斯科特 · 馬丁·沃爾頓                 | 3:21.19 | 意大利（ITA） · 亞歷山德羅·博裡 · 尼科蘭傑洛·迪法比奧 · 賈科莫·卡裡尼 · 西莫內·薩比奧尼 | 3:22.29 | 德国（GER） · 亞歷山大·庫納特 · 馬克西米利安·皮爾格 · 馬雷克·烏爾裡希 · 達米安·維爾林 | 3:22.93 |
| 4×100公尺混合式接力 （詳細） | 俄罗斯（RUS） · 葉夫根尼·雷洛夫 · 亞歷山大·薩多夫尼科夫 · 安東·丘普科夫 · 菲利普·紹平 | 3:38.02 | 德国（GER） · 馬克西米利安·皮爾格 · 達米安·維爾林 · 亞歷山大·庫納特 · 馬雷克·烏爾裡希   | 3:39.30 | （AUS） · 格雷森·貝爾 · 凱爾·查默斯 · 尼古拉斯·布朗 · 尼克·格勒內瓦爾德               | 3:40.68 |

### 女子
| 届数                         | 金牌                                                        | 金牌    | 银牌                                                                                              | 银牌    | 铜牌                                                                | 铜牌    |
| 50公尺自由式 （詳細）        | 罗扎利娅·纳斯列金诺娃 · 俄罗斯（RUS）                       | 24.88   | 亚米·松尾 · （AUS）                                                                               | 25.27   | 达里娅·乌斯季诺娃 · 俄罗斯（RUS）                                   | 25.56   |
| 100公尺自由式 （詳細）       | 沈鐸 · 中国（CHN）                                          | 53.84   | 何詩蓓 · 中国香港（HKG）                                                                          | 54.61   | 邱鈺涵 · 中国（CHN）                                                | 54.66   |
| 200公尺自由式 （詳細）       | 沈鐸 · 中国（CHN）                                          | 1:56.12 | 邱鈺涵 · 中国（CHN）                                                                              | 1:56.82 | 布里安娜·思罗塞尔 · （AUS）                                         | 1:58.57 |
| 400公尺自由式 （詳細）       | 汉娜·穆尔 · 美国（USA）                                     | 4:11.05 | 莎丽萨·素旺那切 · 泰国（THA）                                                                     | 4:11.23 | 卡特林·德姆勒 · 德国（GER）                                         | 4:11.25 |
| 800公尺自由式 （詳細）       | 西蒙娜·誇達雷拉 · 意大利（ITA）                             | 8:35.39 | 希梅娜·佩雷斯 · 西班牙（ESP）                                                                     | 8:36.95 | 喬安娜·埃文斯 · 巴哈马（BAH）                                       | 8:39.75 |
|                              |                                                             |         |                                                                                                   |         |                                                                     |         |
| 50公尺仰式 （詳細）          | 玛艾克·德瓦尔德 · 荷兰（NED）                               | 28.36   | Jessica Fullalove · 英国（GBR）                                                                   | 28.66   | 加布丽埃勒·法阿毛西利 · 新西兰（NZL）                               | 28.69   |
| 100公尺仰式 （詳細）         | Clara Smiddy · 美国（USA）                                  | 1:01.22 | Jessica Fullalove · 英国（GBR）                                                                   | 1:01.23 | Bobbi Gichard · 新西兰（NZL）                                       | 1:01.25 |
| 200公尺仰式 （詳細）         | 安布拉·埃斯波西托 · 意大利（ITA） · 漢娜·穆爾 · 美国（USA） | 2:10.42 | 未颁发                                                                                            |         | 阿非莉加·萨莫拉诺 · 西班牙（ESP）                                   | 2:11.94 |
|                              |                                                             |         |                                                                                                   |         |                                                                     |         |
| 50公尺蛙式 （詳細）          | 魯塔·美露泰 · 立陶宛（LTU）                                 | 30.14   | Julia Willers · 德国（GER）                                                                       | 31.78   | 斯通科维奇·安娜 · 匈牙利（HUN）                                     | 31.84   |
| 100公尺蛙式 （詳細）         | 魯塔·美露泰 · 立陶宛（LTU）                                 | 1:05.39 | 賀贇 · 中国（CHN）                                                                                | 1:07.49 | 阿納斯塔西婭·馬利亞溫娜 · 乌克兰（UKR）                             | 1:08.16 |
| 200公尺蛙式 （詳細）         | 阿納斯塔西婭·馬利亞溫娜 · 乌克兰（UKR）                     | 2:26.43 | 梁芝苑 · 韩国（KOR）                                                                              | 2:27.31 | 斯通科维奇·安娜 · 匈牙利（HUN）                                     | 2:27.66 |
|                              |                                                             |         |                                                                                                   |         |                                                                     |         |
| 50公尺蝶式 （詳細）          | 羅扎利婭·納斯列金諾娃 · 俄罗斯（RUS）                       | 26.26   | 斯文尼婭·施托費爾 · 瑞士（SUI）                                                                   | 26.62   | 纳斯蒂娅·戈韦伊舍克 · 斯洛文尼亚（SLO）                             | 26.70   |
| 100公尺蝶式 （詳細）         | 西拉吉·利利安娜 · 匈牙利（HUN）                             | 57.67   | 張雨霏 · 中国（CHN）                                                                              | 57.95   | 布里安娜·思罗塞尔 · （AUS）                                         | 59.12   |
| 200公尺蝶式 （詳細）         | 西拉吉·利利安娜 · 匈牙利（HUN）                             | 2:06.59 | 張雨霏 · 中国（CHN）                                                                              | 2:08.22 | 布里安娜·思罗塞尔 · （AUS）                                         | 2:09.65 |
|                              |                                                             |         |                                                                                                   |         |                                                                     |         |
| 200公尺個人混合式 （詳細）   | 阮氏映圓 · 越南（VIE）                                      | 2:12.66 | 何詩蓓 · 中国香港（HKG）                                                                          | 2:13.21 | Meghan Small · 美国（USA）                                          | 2:14.01 |
|                              |                                                             |         |                                                                                                   |         |                                                                     |         |
| 4×100公尺自由式接力 （詳細） | 中国（CHN） · 賀贇 · 邱鈺涵 · 沈鐸 · 張雨霏                 | 3:41.19 | 俄罗斯（RUS） · 达里娅·穆拉卡耶娃 · 达里娅·乌斯季诺娃 · 罗扎利娅·纳斯列金诺娃 · 伊琳娜·普里霍德科 | 3:42.39 | （AUS） · 埃拉·邦德 · 埃米·福裡斯特 · 亞米·松尾 · 布里安娜·思罗塞尔 | 3:44.44 |
| 4×100公尺混合式接力 （詳細） | 中国（CHN） · 賀贇 · 邱鈺涵 · 沈鐸 · 張雨霏                 | 4:03.58 | 英国（GBR） · 夏洛特·阿特金森 · 喬治娜·埃文斯 · 傑茜卡·富拉洛夫 · 阿梅莉亞·莫恩                   | 4:05.75 | （AUS） · 埃拉·邦德 · 埃米·福裡斯特 · 亞米·松尾 · 布里安娜·思罗塞尔 | 4:06.38 |

### 混合
| 届数                         | 金牌 | 金牌        | 银牌 | 银牌    | 铜牌 | 铜牌    |
| 4×100公尺自由式接力 （詳細） | 中国（CHN） · 李廣源 (50.94) · 邱鈺涵 (54.04) · 余賀新 (48.61) · 沈鐸 (53.43) · 李朱濠（预赛） · 张雨霏（预赛）                                   | 3:27.02 WJR | 巴西（BRA） · 路易斯·阿尔塔米尔·梅洛 (50.90) · 纳塔利娅·德卢卡斯 (57.07) · 马特乌斯·桑塔纳 (47.73) · 焦万娜·迪亚曼特 (55.85)      | 3:31.55 | （AUS） · 凱爾·查默斯 (50.35) · 亞米·松尾 (54.35) · 布里安娜·思罗塞尔 (55.60) · 尼古拉斯·布朗 (51.46) · 尼克·格勒內瓦爾德（预赛）                       | 3:31.76 |
| 4×100公尺混合式接力 （詳細） | 中国（CHN） · 李廣源 (54.81) · 賀贇 (1:07.54) · 張雨霏 (58.28) · 余賀新 (48.70) · 李朱濠（预赛） · 邱钰涵（预赛） · 沈铎（预赛） · 张志豪（预赛） | 3:49.33     | 俄罗斯（RUS） · 伊琳娜·普里霍德科 (1:02.39) · 安東·丘普科夫 (1:00.86) · 亞歷山大·薩多夫尼科夫 (52.69) · 达里娅·乌斯季诺娃 (54.92) | 3:50.86 | （AUS） · 埃米·福裡斯特 (1:02.11) · 格雷森·貝爾 (1:02.52) · 尼古拉斯·布朗 (53.32) · 亞米·松尾 (54.50) · 凱爾·查默斯（预赛） · 布里安娜·思罗塞尔（预赛） | 3:52.45 |

## 參賽國家
總共145個國家參賽。
- 阿尔巴尼亚 (1)
- 阿尔及利亚 (1)
- 安道尔 (1)
- 安提瓜和巴布达 (2)
- 阿根廷 (3)
- 亚美尼亚 (1)
- 阿鲁巴 (2)
- (8)
- 奥地利 (4)
- 阿塞拜疆 (1)
- 巴哈马 (3)
- (1)
- 巴巴多斯 (3)
- 白俄罗斯 (4)
- 比利时 (4)
- (2)
- 百慕大 (1)
- 玻利维亚 (2)
- 波斯尼亚和黑塞哥维那 (2)
- 博茨瓦纳 (1)
- 巴西 (8)
- (1)
- 保加利亚 (2)
- 布基纳法索 (1)
- 柬埔寨 (1)
- 喀麦隆 (1)
- 加拿大 (7)
- 智利 (1)
- 中国 (8)
- 哥伦比亚 (1)
- 科摩罗 (1)
- 刚果民主共和国 (1)
- 库克群岛 (1)
- 哥斯达黎加 (1)
- 克罗地亚 (3)
- 古巴 (3)
- 塞浦路斯 (2)
- 捷克 (4)
- 吉布提 (1)
- (2)
- 埃及 (4)
- 萨尔瓦多 (3)
- 爱沙尼亚 (3)
- 密克罗尼西亚 (2)
- 斐济 (1)
- 芬兰 (4)
- 法国 (8)
- (1)
- 德国 (8)
- (2)
- 英国 (8)
- 希腊 (4)
- 格林纳达 (2)
- 危地马拉 (1)
- 几内亚 (1)
- 圭亚那 (2)
- 洪都拉斯 (2)
- 中国香港 (4)
- 匈牙利 (8)
- 冰岛 (2)
- 印度 (2)
- 印度尼西亚 (4)
- 伊朗 (1)
- 爱尔兰 (3)
- 以色列 (4)
- 意大利 (8)
- 牙买加 (2)
- 日本 (8)
- 约旦 (2)
- (3)
- 韩国 (4)
- 科威特 (1)
- 拉脱维亚 (2)
- 黎巴嫩 (1)
- 利比里亚 (1)
- 列支敦士登 (1)
- 立陶宛 (4)
- 卢森堡 (2)
- 马其顿 (1)
- 马达加斯加 (1)
- 马拉维 (1)
- 马尔代夫 (2)
- (1)
- 马耳他 (2)
- 马来西亚 (4)
- 马绍尔群岛 (1)
- 毛里求斯 (1)
- 墨西哥 (4)
- 摩尔多瓦 (3)
- 莫桑比克 (2)
- 纳米比亚 (3)
- 荷兰 (7)
- 新西兰 (4)
- 尼加拉瓜 (1)
- 挪威 (4)
- 巴基斯坦 (1)
- 帕劳 (1)
- 巴勒斯坦 (2)
- 巴拿马 (3)
- 巴布亚新几内亚 (2)
- 巴拉圭 (1)
- 秘鲁 (2)
- 菲律宾 (1)
- 波兰 (4)
- 葡萄牙 (4)
- 波多黎各 (1)
- (1)
- 罗马尼亚 (4)
- 俄罗斯 (8)
- 卢旺达 (1)
- 圣卢西亚 (1)
- 圣文森特和格林纳丁斯 (1)
- 圣马力诺 (2)
- 塞尔维亚 (4)
- 塞舌尔 (1)
- (1)
- 新加坡 (4)
- 斯洛伐克 (3)
- 斯洛文尼亚 (4)
- 南非 (8)
- 西班牙 (8)
- 斯里兰卡 (2)
- 苏里南 (2)
- (1)
- 瑞典 (6)
- 瑞士 (4)
- 叙利亚 (2)
- 中华台北 (4)
- (1)
- 坦桑尼亚 (2)
- 泰国 (4)
- (1)
- 特立尼达和多巴哥 (3)
- 突尼斯 (2)
- 土耳其 (4)
- (1)
- 乌克兰 (4)
- 阿拉伯联合酋长国 (1)
- 美国 (8)
- 乌拉圭 (1)
- (2)
- 委内瑞拉 (4)
- 越南 (4)
- 赞比亚 (1)
- 津巴布韦 (2)